# Заполярне
Заполярне — нафтогазоконденсатне родовище в Росії. Розташоване в південній частині Тазовського району Ямало-Ненецького автономного округу. Відкрите в 1965 році.

## Загальна інформація
Це третє за запасами вуглеводнів родовище в регіоні — 3.5 трлн. куб.м, в тому числі по основному сеноманському покладу запаси категорії А+В+С1 становлять 2735 млрд куб.м. 

## Розробка
ТОВ «Ямбургаздобича» завершило перший етап робіт по облаштуванню НГКР Заполярне 30 вересня 2001 р. Через місяць, протягом якого проводилося випробування обладнання, відбулося введення родовища в експлуатацію. Пусковий комплекс родовища включає установку комплексної підготовки газу (УКПГ-1С), розраховану на продуктивність 35 млрд куб.м газу на рік, 104 експлуатаційні свердловини, газозбірну мережу, газопровідне підключення, першу нитку магістрального газопроводу Заполярне – Уренгой (209 км, продуктивність до 30 млрд куб.м газу на рік) і об'єкти допоміжного призначення. Наприкінці 2001 на Заполярному добувалося бл. 60 млн м3/добу (25 млрд куб.м газу на рік). 
Усього на промислі планується 446 експлуатаційних свердловин, загальна протяжність трубопроводів 1062 км. З введенням в експлуатацію цих об'єктів Заполярне НГКР протягом 30 років буде щорічно давати в Єдину систему газопостачання до 100 млрд куб.м газу. Спочатку на родовищі будуть освоювати сеноманські поклади. Для розробки нижніх горизонтів планується створити спільне підприємство з англо-голландською компанією Royal Dutch Shell.
У 2002 р. видобуток газу на родовищі становив 36,8 млрд куб.м. У грудні 2002 р. запущена в роботу друга установка комплексної підготовки газу (УКПГ-2С) проектною потужністю 32,5 млрд куб.м в рік. 
Усього на сеноманському покладі Заполярного родовища буде працювати три УКПГ; третя установка (УКПГ-3С) буде введена в експлуатацію в 2003.р. У 2003 р. на родовищі планується добути понад 67 млрд куб.м газу. У ІІІ кв. 2003 на Заполярному добувається 215 млн куб.м газу на добу. У 2005 р. видобуток на родовищі досяг оціночно 100 млрд куб.м на рік.
В 2011-му ввели в дію конденсатопровід Заполярне – Новий Уренгой.